# أنطوانيت البوربونية
أنطوانيت دي بوربون (بالفرنسية: Antoinette de Bourbon)‏ (25 ديسمبر 1494 - 22 يناير 1583)؛ هي دوقة غيس من خلال زواجها من كلود دي لورين، ومن خلال ابنتها الكبرى ماري زوجة جيمس الخامس ملك اسكتلندا تعتبر جدة لـ ماري، ملكة الاسكتلنديين وأيضا هي جدة هنري الأول، دوق غيس أحد شخصيات المؤثرة في حروب فرنسا الدينية؛ هي ابنة فرانسوا دي بوربون، كونت فندوم وماري دي لوكسمبورغ.

## الأبناء
أنجبت أنطوانيت أثنى عشر أبناً:-
1. ماري (1560-1515)؛ زوجة جيمس الخامس ملك اسكتلندا.
2. فرانسوا دوق غيس (1563-1516).
3. لويز (10 يناير 1520 - 18 أكتوبر 1542)؛ تزوجت من شارل الأول، دوق آرشوت.
4. رينيه (2 سبتمبر 1522 - 3 أبريل 1602)؛ راهبة، هو الطفل الوحيد الذي توفي بعدها.
5. شارل (1574-1524)؛ رئيس أساقفة ريمس، وكاردينال.
6. كلود، دوق أومال (1573-1526).
7. لويس، كاردينال (1578-1528).
8. فيليب (3 سبتمبر 1529 - 24 سبتمبر 1529).
9. بيير (3 أبريل 1530؛ توفي صغيراً).
10. أنطوانيت (31 أغسطس 1531 - 6 مارس 1561)؛ راهبة.
11. فرانسوا (18 أبريل 1534 - 6 مارس 1563)؛ برايور الأكبر في فرسان مالطا.
12. رينيه ماركيز ألبوف (1566-1536).